# Mini-DVD
Mini-DVD (MiniDVD, Mini DVD или miniDVD) — оптический носитель, представляющий собой DVD-диск уменьшенного с 12 до 8 см диаметра. Также известен как «3-inch DVD» (трехдюймовый DVD-диск). Используется в видеокамерах (камкордерах). Этот более компактный по размерам носитель, по сравнению с традиционным DVD, позволяет носить диск в кармане. Диски формата Mini-DVD были стандартным носителем для игровой приставки GameCube.
Eмкость одностороннего однослойного носителя — 1,4 Гб, существуют также двухслойные (ёмкость 2,6 Гб) и двухсторонние диски. Существуют варианты как для однократной (MiniDVD-R), так и для многократной (MiniDVD-RW) записей.
Стандартные щелевые приводы 12 см для дисков зачастую не предназначены для 8-см моделей и их использование может привести к поломке привода (исключение — приставка Nintendo Wii,
PlayStation 3). В стандартном приводе для оптических дисков диск помещается в 8-см углубление (используемое также для дисков CD-визитка), в случае применения в приводе ноутбука или во внешнем slim-приводе диск крепится на шпинделе мотора привода.
Из других носителей информации, по габаритам Mini-DVD соответствует Mini-CD и Mini-Blu-ray, уменьшенные до 8 см диски формата HD DVD так и остались прототипами.

## Таблица сравнения
| Физический размер     | Ёмкость однослойного диска (название) | Ёмкость двуслойного диска (название) |
| --------------------- | ------------------------------------- | ------------------------------------ |
| 12 см (односторонний) | 4.7 ГБ / 4,37 ГиБ (DVD-5)             | 8.54 ГБ / 7,95 ГиБ (DVD-9)           |
| 12 см (двусторонний)  | 9.4 ГБ / 8,75 ГиБ (DVD-10)            | 17.08 ГБ / 15,9 ГиБ (DVD-18)         |
| 8 см (односторонний)  | 1.46 ГБ / 1,36 ГиБ (DVD-1)            | 2.66 ГБ / 2,47 ГиБ (DVD-2)           |
| 8 см (двусторонний)   | 2.92 ГБ / 2,72 ГиБ (DVD-3)            | 5.32 ГБ / 4,95 ГиБ (DVD-4)           |